# Warszojer Jidisze Cajtung
Warszojer Jidisze Cajtung (jid. ‏ווארשויער יודישע צייטונג‎, niem. Warschauer Jüdische Zeitung, pol. Warszawska Gazeta Żydowska) – wydawany w Warszawie tygodnik żydowski w języku jidysz. Tygodnik wydawano w latach 1867–1868, była to pierwsza gazeta na ziemiach polskich wydawana w jidysz. 
Założycielem i redaktorem naczelnym gazety był Hilel Glatsztern. Glatsztern, jako maskil, był przeciwnikiem używania języka jidysz, zakładając gazetę chciał jednak promować idee haskalowe wśród społeczności żydowskiej mówiącej w większości w tym języku.  
Pierwszy numer ukazał się 27 stycznia?/8 lutego 1867 roku, nakład wynosił 180 egzemplarzy. Gazeta pisana była w dialekcie tzw. „jidysz-dajcz”, Glatsztern dążył jednak do usunięcia z pisma germanizmów. Gazeta była skierowana do „prostego ludu”, następnie planowano docierać także do mieszczan, rzemieślników i kupców. W gazecie publikowano m.in. reportaże, zarządzenia władz, felietony oraz korespondencję przesyłaną przez czytelników.  
Działalność gazety spotkała się z utrudnieniami ze strony cenzury, była natomiast życzliwie przyjmowana m.in. przez część prasy nieżydowskiej, życzliwe artykuły na jej temat publikowano m.in. w „Dzienniku Warszawskim”. Krytykowano z kolei nieporadny język autorów. 
Pismo zostało zlikwidowane po wydaniu 50 numerów, 11 stycznia?/23 stycznia 1868 roku, z powodów finansowych. Pismo doprowadziło do pojawienia się w publicystyce żydowskiej reportaży społecznych, doprowadziło również do wyrobienia u Żydów nawyku czytania w języku jidysz.